# Frank Tuttle (décorateur)
Pour les articles homonymes, voir Frank Tuttle.
Frank A. Tuttle, né le 15 novembre 1905 (lieu indéfini), mort le 6 août 1969 à Glendale (Californie), est un directeur artistique et décorateur (au cinéma et à la télévision) américain, souvent crédité Frank Tuttle.

## Biographie
Au cinéma, Frank Tuttle débute à l'occasion du western Arizona de Wesley Ruggles, sorti en 1940. Par la suite, il collabore à de nombreux autres films du même genre, dont plusieurs avec Randolph Scott et réalisés par Budd Boetticher (ex. : L'Homme de l'Arizona en 1957, avec également Maureen O'Sullivan). Son ultime contribution est pour On n'achète pas le silence (dernier film de William Wyler, avec Lee J. Cobb), sorti en 1970, plusieurs mois après sa mort. Dans l'intervalle, il travaille sur les décors d'environ cent-vingt films américains.
Parmi ses films notables, mentionnons La Chanson du souvenir de Charles Vidor (1945, avec Paul Muni et Merle Oberon), Tant qu'il y aura des hommes de Fred Zinnemann (1953, avec Burt Lancaster et Deborah Kerr), Ouragan sur le Caine d'Edward Dmytryk (1954, avec Humphrey Bogart), Elmer Gantry le charlatan de Richard Brooks (1960, avec Burt Lancaster et Jean Simmons) La Poursuite impitoyable d'Arthur Penn (1966, avec Marlon Brando et Robert Redford), ou encore Devine qui vient dîner... de Stanley Kramer (1967, avec Spencer Tracy et Katharine Hepburn).
Pour la télévision, Frank Tuttle contribue à quinze séries (dont Rintintin, Denis la petite peste et Les Incorruptibles), entre 1953 et 1963.
Durant sa carrière, il obtient trois nominations à l'Oscar de la meilleure direction artistique (dont une pour Devine qui vient dîner ? pré-cité), mais n'en gagne pas. 

## Filmographie partielle

### Au cinéma
- 1940 : Arizona de Wesley Ruggles
- 1942 : Ô toi ma charmante (You were never lovelier) de William A. Seiter
- 1943 : Good Luck, Mr. Yates (en) de Ray Enright
- 1943 : Les Desperados (The Desperadoes) de Charles Vidor
- 1943 : My Kingdom for a Cook (en) de Richard Wallace
- 1944 : Pas un n'échappera (None Shall Escape) d'André de Toth
- 1945 : La Chanson du souvenir (A Song to Remember) de Charles Vidor
- 1945 : Aladin et la Lampe merveilleuse (A Thousand and One Nights) d'Alfred E. Green
- 1945 : Cette nuit et toujours (Tonight and Every Night) de Victor Saville
- 1946 : Perilous Holiday d'Edward H. Griffith
- 1946 : Coupable ou non coupable (The Guilt of Janet Ames) d'Henry Levin
- 1947 : King of the Wild Horses (en) de  George Archainbaud
- 1947 : Keeper of the Bees de John Sturges
- 1948 : Opium (To the Ends of the Earth) de Robert Stevenson
- 1948 : Brahma taureau sauvage (The Untamed Breed) de Charles Lamont
- 1948 : Le Signe du Bélier (The Sign of the Ram) de John Sturges
- 1948 : The Dark Past de Rudolph Maté
- 1949 : Face au châtiment (The Doolins of Oklahoma) de Gordon Douglas
- 1949 : L'Homme de main (Johnny Allegro) de Ted Tetzlaff
- 1949 : Les Désemparés (The Reckless Moment) de Max Ophüls
- 1950 : L'Homme du Nevada (The Nevadan) de Gordon Douglas
- 1950 : Les Nouvelles Aventures du capitaine Blood (Fortunes of Captain Blood) de Gordon Douglas
- 1950 : De minuit à l'aube (Between Midnight and Dawn) de Gordon Douglas
- 1951 : La Bagarre de Santa Fe (Santa Fe) d'Irving Pichel
- 1951 : La Corrida de la peur (The Brave Bulls) de Robert Rossen
- 1951 : Dans la gueule du loup (The Mob) de Robert Parrish
- 1951 : Le Cavalier de la mort (Man in the Saddle) d'André de Toth
- 1952 : Le Relais de l'or maudit (Hangman's Knot) de Roy Huggins
- 1952 : Vocation secrète (Boots Malone) de William Dieterle
- 1952 : Apache Country (it) de George Archainbaud
- 1952 : The Member of the Wedding de Fred Zinnemann
- 1952 : Junction City de Ray Nazarro
- 1952 : Aveux spontanés (Assignment - Paris!) de Robert Parrish
- 1953 : Le Sabre et la Flèche (Last of the Comanche) d'André de Toth
- 1953 : Le Jongleur (The Juggler) d'Edward Dmytryk
- 1953 : Tant qu'il y aura des hommes (From Here to Eternity) de Fred Zinnemann
- 1953 : Les Massacreurs du Kansas (The Stranger wore a Gun) d'André de Toth
- 1954 : Ouragan sur le Caine (The Caine Mutiny) d'Edward Dmytryk
- 1954 : Trois Heures pour tuer (Three Hours to Kill) d'Alfred L. Werker
- 1955 : Dix Hommes à abattre (The Wanted Men) d'H. Bruce Humberstone
- 1955 : Ce n'est qu'un au revoir (The Long Gray Line) de John Ford
- 1955 : Count Three and Pray de George Sherman
- 1955 : On ne joue pas avec le crime (Five against the House) de Phil Karlson
- 1955 : Ville sans loi (A Lawless Street) de Joseph H. Lewis
- 1956 : Au cœur de la tempête (Storm Center) de Daniel Taradash
- 1956 : L'Ardente Gitane (Hot Blood) de Nicholas Ray
- 1956 : La Mission du capitaine Benson (7th Cavalry) de Joseph H. Lewis
- 1957 : Racket dans la couture (The Garment Jungle) de Vincent Sherman et Robert Aldrich
- 1957 : L'Homme de l'Arizona (The Tall T) de Budd Boetticher
- 1957 : Le Fort de la dernière chance (The Guns of Fort Petticoat) de George Marshall
- 1957 : Le vengeur agit au crépuscule (Decision at Sundown) de Budd Boetticher
- 1958 : Le Salaire de la violence (Gunman's Walk) de Phil Karlson
- 1958 : L'Aventurier du Texas (Buchanan rides Alone) de Budd Boetticher
- 1958 : Tarawa, tête de pont (Tawara Beachhead) de Paul Wendkos
- 1958 : Le Ballet du désir (Screaming Mimi) de Gerd Oswald
- 1959 : Good Day for a Hanging de Nathan Juran
- 1959 : La Chevauchée de la vengeance (Ride Lonesome) de Budd Boetticher
- 1959 : La Bataille de la mer de Corail (Battle of the Coral Sea) de Paul Wendkos
- 1959 : Le Secret du Grand Canyon (Edge of Eternity) de Don Siegel
- 1959 : The Gene Krupa Story de Don Weis
- 1959 : Ceux de Cordura (They came to Cordura) de Robert Rossen
- 1960 : Comanche Station de Budd Boetticher
- 1960 : Elmer Gantry le charlatan (Elmer Gantry) de Richard Brooks
- 1962 : La Vie privée d'Hitler (Hitler) de Stuart Heisler
- 1963 : La Cage aux femmes (The Caretakers) d'Hall Bartlett
- 1964 : La Meurtrière diabolique (Strait-Jacket) de William Castle
- 1964 : Feu sans sommation (The Quick Gun) de Sidney Salkow
- 1965 : L'Obsédé (The Collector) de William Wyler
- 1965 : Un caïd (King Rat) de Bryan Forbes
- 1965 : Leçons d'amour suédoises (I'll take Sweeden) de Frederick de Cordova
- 1966 : La Poursuite impitoyable (The Chase) d'Arthur Penn
- 1966 : Les Professionnels (The Professionals) de Richard Brooks
- 1966 : Un truand (Dead Heat on a Merry-Go-Round) de Bernard Girard
- 1967 : Divorce à l'américaine (Divorce American Style) de Bud Yorkin
- 1967 : Luv de Clive Donner
- 1967 : Devine qui vient dîner... (Guess who's coming to dinner) de Stanley Kramer
- 1967 : Jerry la grande gueule (The Big Mouth) de Jerry Lewis
- 1968 : Where Angels go, Trouble follows ! de James Neilson
- 1968 : L'Homme sauvage (The Stalking Moon) de Robert Mulligan
- 1968 : Matt Helm règle son compte (The Wrecking Crew) de Phil Karlson
- 1969 : Bob et Carole et Ted et Alice (Bob & Carol & Ted & Alice) de Paul Mazursky
- 1969 : Cramponne-toi, Jerry (Hook, Line and Sinker) de George Marshall
- 1969 : Les Naufragés de l'espace (Marooned) de John Sturges
- 1970 : On n'achète pas le silence (The Liberation of L.B. Jones) de William Wyler

### À la télévision
- 1955 : Rintintin (The Adventures of Rin Tin Tin), Saison 1, épisode 22 Le Nouveau Barbier de Séville (The Barber of Seville)
- 1959-1960 : Denis la petite peste (Dennis the Menace), Saison 1, épisode 1 Dennis goes to the Movies (1959) de William D. Russell, épisode 2 Dennis and the Signpost (1959) de William D. Russell, épisode 4 Grandpa and Miss Cathcart (1959) de William D. Russell, et épisode 31 Dennis runs away (1960) de William D. Russell
- 1962 : Première série Les Incorruptibles (The Untouchables), Saison 4, épisode 12 Les Loups entre eux (Doublecross) de Paul Wendkos

## Nominations
- Oscar de la meilleure direction artistique :
  - En 1946, catégorie couleur, pour Aladin et la Lampe merveilleuse (nomination partagée avec Stephen Goosson et Rudolph Sternad) ;
  - En 1966, catégorie noir et blanc, pour Un caïd (nomination partagée avec Robert Emmet Smith) ;
  - Et en 1968, pour Devine qui vient dîner... (nomination partagée avec Robert Clatworthy).